# Lekkoatletyka na Letnich Igrzyskach Paraolimpijskich 2012 – 400 metrów T54 mężczyzn
W biegu na 400 metrów kl. T54 mężczyzn podczas Letnich Igrzysk Paraolimpijskich 2012 rywalizowało ze sobą 21 zawodników. W konkursie udział wzięli sportowcy z uszkodzonym rdzeniem kręgowym, posiadający pełną kontrolę nad rękami, szeroką nad tułowiem i jej pozbawieni nad nogami.

## Wyniki

### Eliminacje
Bieg 1
| Poz. | Zawodnik         | Narodowość        | Rezultat | Uwagi |
| ---- | ---------------- | ----------------- | -------- | ----- |
| 1    | Liu Chengming    | Chiny             | 48,01    | Q     |
| 2    | Marc Schuh       | Niemcy            | 48,87    | Q     |
| 3    | Supachai Koysub  | Tajlandia         | 50,66    |       |
| 4    | Alexandre Dupont | Kanada            | 51,17    |       |
| 5    | Ryan Chalmers    | Stany Zjednoczone | 53,63    |       |
|      | Ahmed Aouadi     | Tunezja           | DQ       |       |
|      | Jake Lappin      | Australia         | DQ       |       |

Bieg 2
| Poz. | Zawodnik              | Narodowość        | Rezultat | Uwagi |
| ---- | --------------------- | ----------------- | -------- | ----- |
| 1    | Saichon Konjen        | Tajlandia         | 47,87    | Q     |
| 2    | Kenny van Weeghel     | Holandia          | 48,06    | Q     |
| 3    | Cui Yanfeng           | Chiny             | 48,28    | q     |
| 4    | Leo-Pekka Tähti       | Finlandia         | 48,30    | q     |
| 5    | Curtis Thom           | Kanada            | 48,57    |       |
| 6    | Jordan Bird           | Stany Zjednoczone | 49,53    |       |
|      | Fernando Sanchez Nava | Meksyk            | DQ       |       |

Bieg 3
| Poz. | Zawodnik                    | Narodowość                   | Rezultat | Uwagi |
| ---- | --------------------------- | ---------------------------- | -------- | ----- |
| 1    | Zhang Lixin                 | Chiny                        | 48,72    | Q     |
| 2    | Marcel Hug                  | Szwajcaria                   | 48,87    | Q     |
| 3    | Mohammad Vahdani            | Zjednoczone Emiraty Arabskie | 50,00    |       |
| 4    | Juan Valladares             | Wenezuela                    | 50,41    |       |
| 5    | Richard Nicholson           | Australia                    | 50,49    |       |
| 6    | Colin Mathieson             | Kanada                       | 51,95    |       |
| 7    | Juan Pablo Cervantes Garcia | Meksyk                       | 52,83    |       |

### Finał
| Poz. | Zawodnik          | Narodowość | Rezultat | Uwagi |
| ---- | ----------------- | ---------- | -------- | ----- |
| 1    | Zhang Lixin       | Chiny      | 46,88    |       |
| 2    | Kenny van Weeghel | Holandia   | 47,12    |       |
| 3    | Liu Chengming     | Chiny      | 47,36    |       |
| 4    | Leo-Pekka Tähti   | Finlandia  | 47,68    |       |
| 5    | Marcel Hug        | Szwajcaria | 47,80    |       |
| 6    | Marc Schuh        | Niemcy     | 48,42    |       |
| 7    | Cui Yanfeng       | Chiny      | 51,20    |       |
|      | Saichon Konjen    | Tajlandia  | DQ       |       |